# Ionuț Mitrea
Ionuț Alexandru Mitrea (n. 18 ianuarie 1990, București, România) este un kaiacist român, campion european la juniori (U20) în 2007 și vicecampion european la tineret (U23) în 2009.
S-a apucat de caiac la Clubul Școlar Sportiv 6 din București, din cadrul bazei nautice din lacul Herăstrău. Împreună cu Bogdan Mada s-a clasat pe locul 4 la Campionatul Mondial din 2013 de la Szeged în proba de K2-1000 m, calificându-se la Jocurile Olimpice de vară din 2012. Au trecut de serii, dar au fost eliminați în semifinală, încheind competiția pe locul 13. După Londra 2012 a concurat la kayak simplu. În mai 2016 a fost depistat pozitiv cu Meldonium.

## Legături externe
- Prezentare la CS Dinamo
- Ionuț Mitrea la Comitetul Olimpic și Sportiv Român (arhivat)
- en  Ionuț Mitrea la Sports-Reference.com (arhivat la 1 aprilie 2020)